# Nowi Młyny (rejon niżyński)
Nowi Młyny (ukr. Нові Млини) – wieś na Ukrainie, w obwodzie czernihowskim, w rejonie niżyńskim, w hromadzie Wysoke. W 2001 liczyła 905 mieszkańców.